# The Vengeance of Nitocris

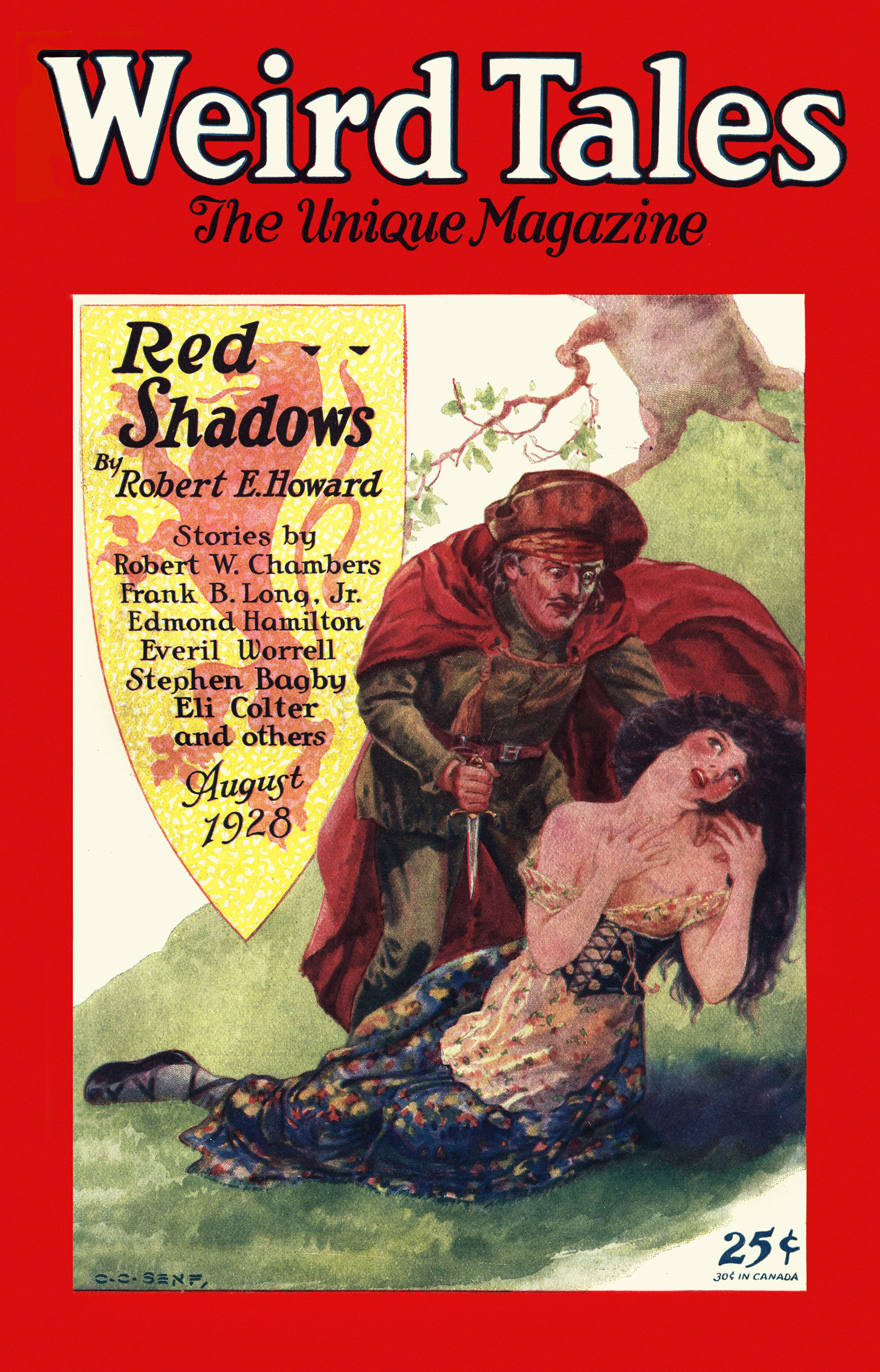
Titelblatt der Zeitschrift Weird Tales vom August 1928, in der die Kurzgeschichte erschien, Tennessee Williams wird auf dem Titelblatt nicht genannt

The Vengeance of Nitocris („Die Rache der Nitokris“) ist die erste veröffentlichte Kurzgeschichte des amerikanischen Schriftstellers Tennessee Williams (1911–1983). Er schrieb sie im Alter von sechzehn Jahren und verkaufte sie für $35 an die Zeitschrift Weird Tales, wo sie im Augustheft des Jahres 1928 erschien.

## Handlung
Die Geschichte ist eine dramatische Ausschmückung einer Begebenheit, die Herodot im zweiten Buch seiner Historien schildert: Ein (namentlich nicht genannter) Pharao entweiht aus Zorn über den Einsturz einer Nilbrücke den Tempel des Gottes Osiris und wird daraufhin von einem wütenden Mob, angeführt von den Priestern des Tempels, angegriffen und in Stücke gerissen. Seine Schwester Nitokris folgt ihm auf den Thron und sinnt auf Rache. Sie lässt einen neuen Tempel errichten und lädt zur Einweihung die Mörder ihres Bruders zu einem opulenten Festmahl in einer riesigen unterirdischen Halle. Auf dem Höhepunkt der Orgie verlässt sie das Fest, versiegelt den Eingang mit einem Felsquader und öffnet die Schleusen zu einem geheimen Kanal, über den sich nun die Fluten des Nils in den Festsaal ergießen und Mann und Maus ertränken. Anschließend begeht sie Selbstmord.

## Sekundärliteratur
- Francesca M. Hitchcock: Tennessee Williams's Vengeance of Nitocris: The Keynote to Future Works. In: Mississippi Quarterly 48:4, 1995, S. 595–608.
- Sandra Luna: A vingança de Nitocris: A “história” de Heródoto na trágica versão de Tennessee Williams. In: Graphos 11:1, 2009, S. 263–275.